# الدوحة (الرقة)
الدوحة قرية سورية تتبع ناحية عين عيسى في منطقة تل أبيض في محافظة الرقة. بلغ عدد سكانها 623 نسمة في عام 2004 حسب إحصاء المكتب المركزي للإحصاء.